# 91-ва немска езикова гимназия „Проф. Константин Гълъбов“
91-ва немска езикова гимназия „Проф. Константин Гълъбов“ е езикова гимназия с изучаване на немски език. Открита е през 1960 г. в София.

## История
Гимназията е открита на 15 септември 1960 под името 91-во единно средно политехническо училище (91. ЕСПУ) с пет учителки и 125 ученици. От началото на учебната 1961/1962 в гимназията преподават и немци – учители, пратени от ГДР. Преди 1990 училището е носело името на Карл Либкнехт.
До 1989 г. само учебните предмети български, математика, руски и научен комунизъм се преподават на български език. Всички останали занятия се водят отчасти или изцяло на немски, като часовете по природни науки са взети и водени от немци. Това е и една от причините училището да е посещавано от много деца на посланици по това време.
След промените през 1989 г. името на гимназията е сменено на 91. немска езикова гимназия „Професор Константин Гълъбов“. Гълъбов е български учен-филолог, писател и публицист. Следвал е както в Софийския университет, така и в Гьотинген. Става член на Германската академия на науките в Мюнхен и на българския ПЕН клуб. Той е и основател на Дружеството на българските есеисти.

## Видове паралелки
Всички осмокласници в Немската, подобно на връстниците си в останалите езикови гимназии, изучават интензивно немски език с по 20 учебни часа седмично. След първата година, седемте паралелки се разделят както следва:
- 5 класа със засилено изучаване на немски език (DSD-паралелки)
- 2 класа с преподаване по немските и българските образователни програми (паралелките на Немския отдел, т.нар. Leistungsklassen)

### Немски отдел
От 1994 г. в 91-ва НЕГ съществува и Немски отдел (Deutsche Abteilung, DA), в който всяка година, в края на 8 клас, се приемат най-добре представилите се деца на организирания от Отдела изпит по немски, състоящ се от писмена и устна част. Приетите за обучение в Немския отдел учат четири учебни години по програма, съчатаваща едновременно немската и българската образователни програми. От учениците се очаква силно участие в час, стимулира се критичното мислене и правенето на проекти. Преподавателите по предметите химия, биология, немски и математика са германци, а историята е разделена на българска и немска, като немската (и световна) история е водена също от немски учител. В края на обучението си всеки ученик полага следните изпити:
- Български държавни зрелостни изпити (ДЗИ)
- три писмени немски матури – две задължителни по немски език и математика и една по избор между химия и биология
- три устни немски матури – две задължителни по немски и български език и една по избор между химия, биология, математика, английски и история

При успешно полагане на изпитите ученикът получава българска диплома за средно образование и немска диплома за средно образование, даваща му право да кандидатства в немскоезичните университети наравно с останалите немски граждани и служеща като Goethe-Zertifikat C2.
Учениците от Немския отдел често участват и печелят национални немски състезания, сред които Jugend forscht (Младежта изследва) и Jugend debattiert (Младежта дебатира).

### DSD-паралелки
Името на тези паралелки идва от изпита DSD – Deutsches Sprachdiplom (диплома за владеене на немски език ниво С1), който учениците полагат в 12-и клас. Разказвателните предмети са преподавани на немски език от българи. След девети клас учениците имат и два допълнителни часа по немски език, наречени Deutsch B, които се водят от учителите по немски на Отдела. По този начин учениците от DSD-паралелките развиват уменията си да говорят на немски и се подготвят по-задълбочено за изпита. Явяват се само на българските държавни зрелостни изпити (ДЗИ).

## Обменни начала
За да се затвърдят знанията и уменията по немски на учениците и за да се опознае немската култура, 91. НЕГ участва в различни програми за обменни начала със следните гимназии (данни от 2017):
- Reuchlin-Gymnasium в Пфорцхайм (Баден-Вюртемберг)[3]
- Гимназията в Именщат в Алгой (Бавария)[4]
- Stormarnschule в Аренсбург (Шлезвиг-Холщайн)[5]
- Domgymnasium във Ферден на река Алер (Долна Саксония)[6]

## Известни възпитаници
- Александър Андреев
- Атанас Пеканов
- Бойко Василев
- Влади Киров
- Гергина Тончева
- Димитър Данчев (политик)
- Димитър Денков
- Димитър Стоянович
- Емил Хърсев
- Емилия Друмева
- Кристиан Вигенин
- Кристиан Таков
- Лена Бориславова
- Мартин Карбовски
- Мирела Иванова
- Михаил Груев
- Никола Минчев
- Павел Табаков
- Петър Стоянович
- Петя Първанова
- Ради Найденов